# やなぎ浩二
やなぎ 浩二（やなぎ こうじ、1942年〈昭和17年〉4月26日 - ）は、日本のお笑い芸人。吉本興業大阪本社所属。吉本新喜劇の座員として知られる。
本名は海徳 浩（かいとく ひろし）。愛称は「マンちゃん」（旧芸名に由来。後述）。血液型はA型。

## 略歴
兵庫県西宮市出身。西宮市立浜脇中学校時代は友人と組んで『素人名人会』で漫才を披露するなど、演芸好きの少年だった。卒業後、近所の吟詠家のツテで秋田實を紹介され、さらにその秋田の紹介で1958年に三遊亭柳枝に入門。柳枝が率いた演芸ショー「柳枝劇団」で修行。
1959年6月に上方演芸所属の漫才コンビ「柳豊作・万作」を組み、柳万作を名乗ってボケを担当する（柳豊作は、のちの泉ひろし）。新花月で初舞台。コンビ名は花月亭九里丸により農協の余興がたくさん来ることを願って名付けられており、狙い通り農協の余興によく呼ばれたが、かえって大きな劇場に出演する機会を失したという。豊作が軽演劇に復帰する希望を示したこともあり、豊作・万作は解散。次に元「中之島大学・小学」の中之島大学と「中之島大学・中学」を組んで、万作は「中之島中学」と改名するが、芽が出ず、大学が廃業して大学・中学は解散。前述の泉ひろしが在籍していたミスワカサ・島ひろしが率いる軽演劇「松竹とんぼり座」の座員となる。
その後千土地興行へ移籍し、横山ホットブラザーズの弟子・横山サンデーと「柳サンデー・マンデー」を結成（一時期「柳さんで・まんで」を名乗った）。「柳マンデー」を名乗ったのは、かつての芸名から「万ちゃん」という愛称で呼ばれていたのを「マンちゃん」で継続させようという意図からであった。千日劇場で「松ちゃん劇団」を率いていた笑福亭松之助と知己を得、深い親交を重ねる。サンデー・マンデーは、松之助の吉本移籍を追って、中邨秀雄の前でのオーディションを経て吉本に移籍した。
吉本移籍後、ほどなくしてサンデーが廃業し、コンビ解散。1970年6月に八田竹男のすすめで吉本新喜劇に入団する。「新喜劇やめよッカナ?キャンペーン」の際は病気療養中で、退団を免れた。その後一時退団していたが、島田一の介同様演技力が評価され、ニューリーダー制が導入された1999年11月に再入団した。2025年3月2日には吉本新喜劇65周年記念ツアーの千秋楽イベントとして初の座長公演を行なった。

## 人物
- 地元・西宮市甲子園（国道43号線沿い）でスナック「やなぎ浩二の店・万作」を数年営業していた。

- 後輩にネタにされやすく、吉田ヒロはラジオ番組『OBCブンブンリクエスト水曜日』内で「マンデー兄さんの歌」を作った。似顔イラストを書くことで知られる野性爆弾のくっきーは、しばしば作品内でやなぎに似せたキャラクター「チャッソ」を登場させる。

- 2015年に『水曜日のダウンタウン』に出演した際、映像を見た松本人志が「枯れた」、「遺影やないか」と指摘したほか、宣材写真と現在の姿が違いすぎることを多く指摘された。

## ギャグ
台詞で笑わせるタイプのため持ちギャグは少ない。近年は小籔千豊座長との絡みが多い。
- 「ちゃーっそ! ちゃーっそ! ちゃーっそ!」

出身である西宮弁で「しばくぞ」の意味。酒席で喧嘩を目撃して考案したという。
- 「○○とか××やないとか、そら芸者の時に言う話や」

戯曲の『婦系図』のセリフ「別れろ切れろは芸者の時に言う言葉」のパロディ。やなぎが「やめよっカナ」以前の新喜劇にしばしば芸者の扮装で出演していたことにもちなむ。
- 舞台の何もないところで「足元に気をつけて、こんなところに水たまりが」といってジャンプし、共演者から突っ込まれる。

## 出演

### ドラマ
- 秘密〜THE TOP SECRET〜 第2話（2025年2月3日、関西テレビ・フジテレビ） - 小島 役[6]